# Koukan Kourcia
Pour plus de détails, voir Fiche technique et Distribution.
Koukan Kourcia est un documentaire franco-nigérien réalisé en 2010.

## Synopsis
Le film montre le voyage du Niger jusqu’en Côte d’Ivoire de Hussey, une cantatrice nigérienne très âgée, et de Sani Elhadj Magori, le réalisateur. Ce dernier a demandé à la chanteuse de se rendre avec lui en Côte d’Ivoire pour inciter son père à revenir au village. En effet, Hussey, dans les années 1970, était adulée et avait le pouvoir d’influencer ses jeunes fans à prendre la route de l’exil pour aller faire fortune sur les côtes ouest-africaines. Beaucoup de jeunes Nigériens, à l’image du père du réalisateur, sont partis mais jamais revenus. Quel pouvoir sur les âmes Hussey exerce-t-elle encore ?

## Fiche technique
- Réalisation : Sani Elhadj Magori
- Production : SMAC MAGGIA Images
- Scénario : Sani Elhadj Magori
- Image : Jean-François Hautin
- Montage : Guillaume Favreau
- Son : Jean-Jacques Vogelbach Mathieu Perot

## Distinctions
- Fespaco 2011
- Milán 2011